# Chelopech (huyện)
Chelopech là một huyện thuộc tỉnh Sofia, Bungaria. Dân số thời điểm năm 2001 là 1710 người.